# Хауелс (Небраска)
Хауелс (енгл. Howells) град је у америчкој савезној држави Небраска.

## Демографија
По попису из 2010. године број становника је 561, што је 71 (-11,2%) становника мање него 2000. године.
| Група             | 2000.       | 2010.       |
| Белци             | 615 (97,3%) | 543 (96,8%) |
| Афроамериканци    | 0 (0,0%)    | 0 (0,0%)    |
| Азијати           | 3 (0,5%)    | 2 (0,4%)    |
| Хиспаноамериканци | 8 (1,3%)    | 11 (2,0%)   |
| Укупно            | 632         | 561         |